# Rzetelność (badania naukowe)
Rzetelność (ang. reliability) — cecha oznaczająca powtarzalność pomiaru. Rzetelność, obok trafności, jest jednym z podstawowych kryteriów jakości badania naukowego. Pojęcie to odnosi się do różnych terminów z zakresu metodologii nauk: można mówić o rzetelności testu, wyników badania czy wręcz badania naukowego jako całości.
Matematycznie można rzetelność ująć jako stosunek wariancji wyników prawdziwych do wariancji wyników otrzymanych. 

## Rzetelność w psychometrii
W psychometrii przez rzetelność rozumie się cechę testu psychologicznego oznaczająca dokładność pomiaru.
Rzetelność pociąga za sobą wymóg spójności testu w czasie. Sprawdza się ją badając te same osoby danym testem dwukrotnie w jakimś odstępie czasu lub bez takiej przerwy (tzw. technika test-retest: po upływie pewnego czasu powtórzenie badania testem na tej samej grupie badanych powinno dać zbliżone wyniki). Istnieje też możliwość zbadania spójności wewnętrznej (czyli spójności treściowej narzędzia) za pomocą metody połówkowej (porównywanie wyników uzyskanych w połowach testu podzielonego w taki sposób aby były one wzajemnie równoległe), lub techniki form alternatywnych polegającej na porównywaniu wyników dwóch testów równoległych. W praktyce równie często wykorzystuje się badanie zgodności wewnętrznej, stanowiące odmianę metody połówkowej i polegające na obliczeniu współczynnika Kudera-Richardson (dla testu składającego się z pozycji dwukategorialnych) lub alfa Cronbacha (dla pozycji wielokategorialnych).

## Rzetelność w socjologii
W socjologii pojęcie rzetelności stosuje się do narzędzi badawczych oraz wyników badań.
Narzędzie jest rzetelne wtedy, gdy powtórne posłużenie się nim w tych samych warunkach da te same wyniki.
Wyniki uzyskane przy użyciu określonego narzędzia badawczego uznaje się za rzetelne wtedy, gdy nie zależą one od osoby badacza lub innych okoliczności sytuacji badawczej.